# عزلة انامر (إب)

تعديل مصدري - تعديل

عزلة انامر هي إحدى عزل مديرية الظهار في محافظة إب اليمنية ويبلغ تعداد سكانها 13272 نسمة حسب التعداد السكاني في اليمن لعام 2004.

## روابط خارجية
- الجهاز المركزي للإحصاء بالجمهورية اليمنية
- المركز الوطني للمعلومات باليمن
- الدليل الشامل